# Salzach
För andra betydelser, se Salzach (olika betydelser).

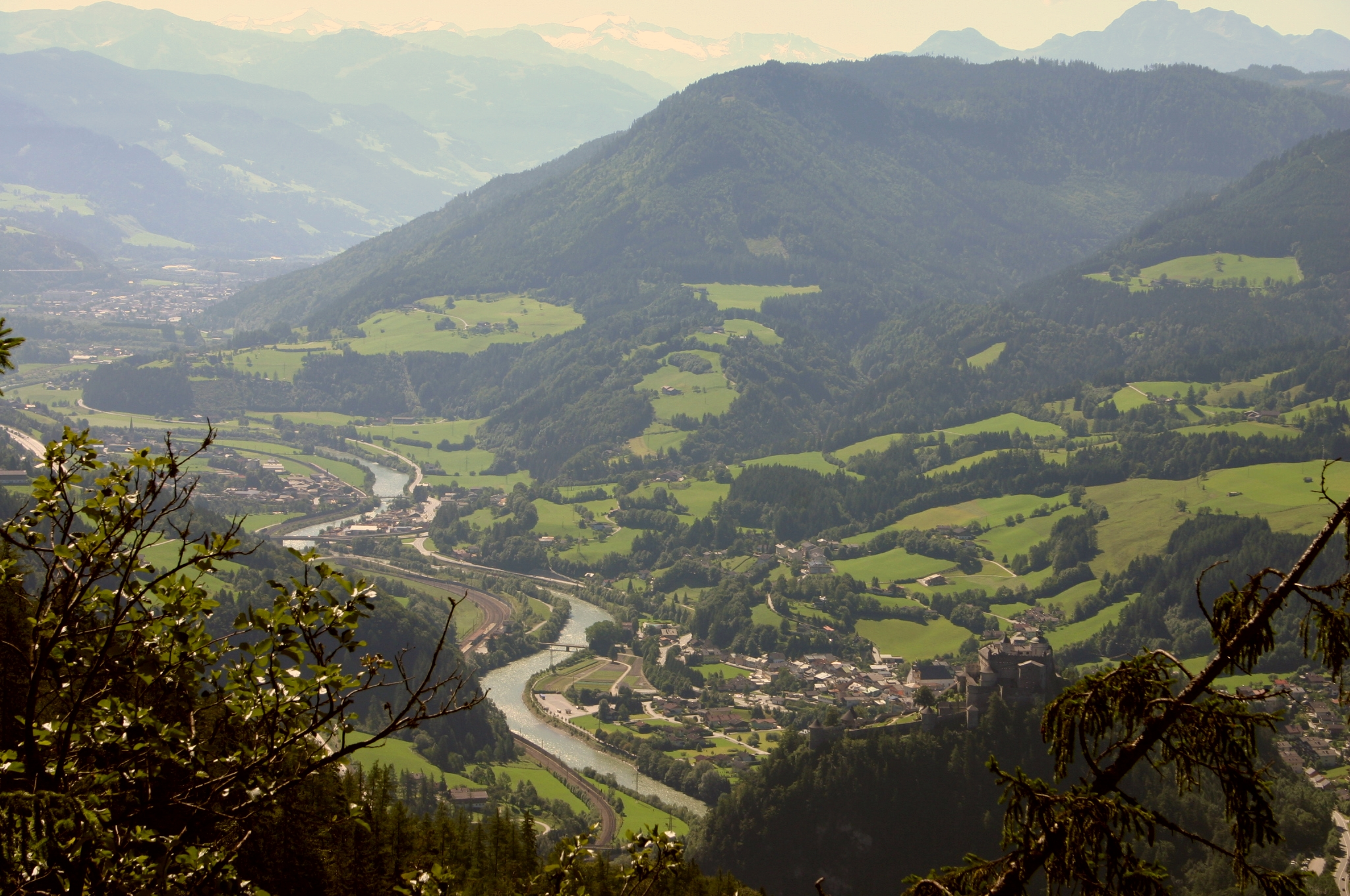
Salzachdalen vid Werfen, i bakgrunden syns bergsområdet Hohen Tauern.

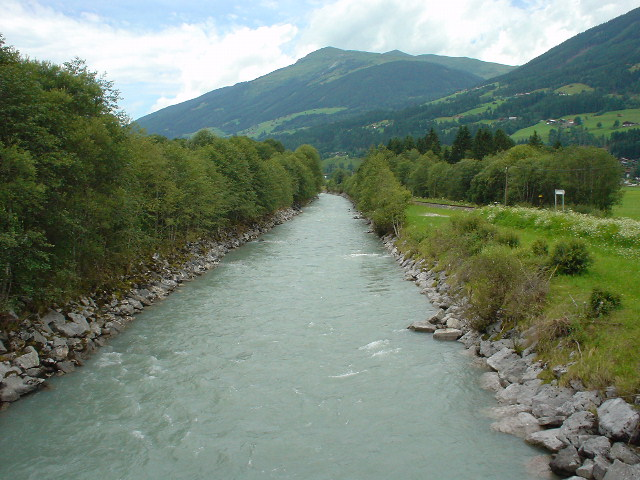
Salzach vid Neukirchen am Großvenediger.

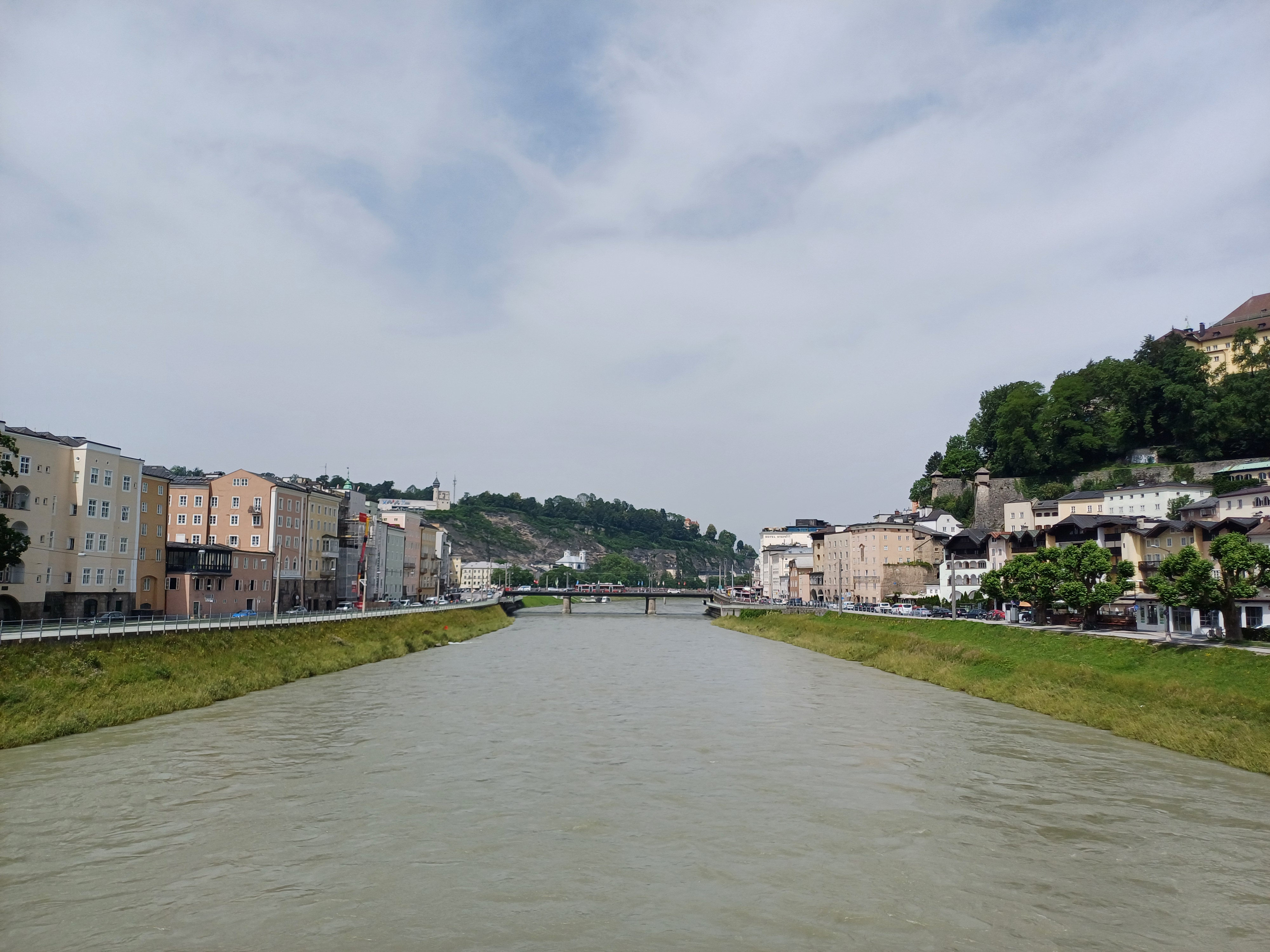
Salzach i Salzburg

Salzach är en flod i Österrike och Tyskland. Det är en högerbiflod till Inn. Längd cirka 220 km. Salzach rinner upp vid Hohe Tauern i västra Österrike, strömmar raskt österut genom Pinzgau och böjer sedan av norrut förbi Salzburg. I sitt nedre lopp bildar Salzach gräns mellan Bayern och Österrike.